# سكوت جنسن
سكوت جنسن (بالإنجليزية: Scott Jensen)‏ هو سياسي أمريكي، ولد في 24 أغسطس 1960. حزبياً، نشط في الحزب الجمهوري. وقد انتخب عضو جمعية ولاية ويسكونسن.